# Josias Hartmann
Josias Hartmann (* 3. April 1893 in Graubünden; † 29. Oktober 1982 in Genf) war ein Schweizer Sportschütze.

## Erfolge
Josias Hartmann nahm an den Olympischen Spielen 1924 in Paris im liegenden Anschlag mit dem Kleinkalibergewehr teil. In dieser erzielte er 394 Punkte und platzierte sich damit auf dem dritten Rang hinter Pierre Coquelin de Lisle und Marcus Dinwiddie. Zwischen 1921 und 1939 gewann Hartmann insgesamt 38 Medaillen bei Weltmeisterschaften. Er sicherte sich zwölf Silber- und elf Bronzemedaille und wurde 15 Mal Weltmeister: 1925 gewann er in St. Gallen die Titel im Dreistellungskampf, im knienden und im stehenden Anschlag mit dem Freien Gewehr, zudem gewann er die Mannschaftskonkurrenz mit dem Freien Gewehr im Dreistellungskampf. Zwei Jahre darauf gelang ihm in Rom in allen vier Disziplinen die erfolgreiche Titelverteidigung, während er 1928 in Loosduinen lediglich im Dreistellungskampf in der Mannschaftskonkurrenz die dritte Goldmedaille in Folge gewann. 1929 wurde er nochmals im Einzel und mit der Mannschaft in dieser Disziplin Weltmeister, sowie mit dem Armeegewehr in der Stehend-Position und mit der Kleinkaliber-Mannschaft im stehenden Anschlag. Seine letzten beiden Titel gewann er jeweils mit der Mannschaft im Dreistellungskampf. 1933 war er mit dem Freien Gewehr in Granada erfolgreich, mit dem Armeegewehr folgte der Titelgewinn in Luzern 1939.